# Branded radio
Branded radio is de term die wordt gebruikt voor een online radiostation dat gelieerd is aan een merk (Engels: brand). Zo kan het zijn dat een online radiostation wordt gestart vanuit een product, merk, bedrijf en/of evenement. De stations hebben meestal commerciële doelstellingen gelieerd aan het binden van klanten en het genereren van omzet. Ook worden branded radiostations ingezet ter promotie van evenementen en/of het binden en werven van personeel. Het online radiostation bevat meestal de naam van het merk en/of is gelieerd aan een periode in het jaar.
In Nederland was Radio 538 (toen onderdeel van Talpa Media) met 'Radio Digitaal' een van de eerste producenten van branded radio. Het bedrijf One-o-Niners gaf hier aan al snel vervolg aan en lieerde zich aan het radiostation Kink FM. Samen met Alko Media, die als enige vrij van andere radiostations, branded radio produceert, zijn dit de 3 grootste professionele productiebedrijven voor branded radio in Nederland.